# José Perdigão de Carvalho
José Perdigão Rosado de Carvalho (Évora, São Vicente de Valongo, Herdade da Mencoca, 10 de Outubro de 1862 - Évora, Quinta da Malagueira, 17 de Outubro de 1941), 1.º Visconde de Ervideira e 1.º Conde de Ervideira, foi um empresário agrícola, político, filantropo e jornalista português.

## Família
Filho de João José Rosado Perdigão de Carvalho,( Évora, São Vicente do Pigeiro, Herdade da Furada, 23 de Janeiro de 1810 -Évora, Herdade da Mencoca, 29 de Julho de 1864)   Lavrador e Proprietário, e de sua mulher  (Évora, São Vicente do Pigeiro, 19 de Maio de 1858) Maria Rita Vidigal Perdigão (Portel, Monte do Trigo, Herdade do Peral, 19 de Fevereiro de 1829 - Évora, Santo Antão, 27 de Outubro de 1905).

## Biografia
Foi grande Proprietário e Lavrador no Distrito de Évora e Beja Senhor da Quinta da Malagueira, etc., e, no Regime Monárquico, grande e influente político Regenerador e Par do Reino. Em Évora exerceu as funções de Presidente da Câmara Municipal, Provedor da Santa Casa da Misericórdia e da Casa Pia e Governador Civil do Distrito de Évora. Fundou o bissemanário Distrito de Évora (jornal), de que foi diretor.
O título de 1.º Visconde de Ervideira foi-lhe concedido por Decreto de 11 de Março e Carta de 30 de Abril de 1886 de D. Luís I de Portugal, e foi elevado à Grandeza, como 1.º Conde de Ervideira, por Decreto de 23 e Carta de 31 de Dezembro de 1903 de D. Carlos I de Portugal. Armas: esquartelado, o 1.º e o 4.º de vermelho, com uma estrela de cinco pontas de prata ao centro e em cada um dos ângulos um crescente do mesmo metal (de Carvalho diferenciado), o 2.º e o 3.º de ouro, três perdigotos de sua cor postos em roquete (Perdigão diferenciado); timbre: uma estrela de cinco pontas de ouro; coroa de Visconde, coroa de Conde depois da elevação à Grandeza; suportes: dois grifos de ouro; concecidas por Alvará de Mercê Nova de 15 de Fevereiro e Carta de 31 de Março de 1898 de D. Carlos I de Portugal.

## Casamento e descendência
Casou a 4 de Junho de 1886 com Maria Luísa Piteira de Sousa Fernandes (Reguengos de Monsaraz 31 de Janeiro de 1871 - Lisboa, 2 de Agosto de 1941), filha de Joaquim Filipe Godinho Piteira Fernandes (Évora, São Vicente do Pigeiro, 2 de Dezembro de 1840 - ?), Lavrador e Proprietário no Distrito de Évora, e de sua mulher e prima (Reguengos de Monsaraz, 22 de Dezembro de 1866) Maria Luísa Fernandes de Sousa Faria e Melo (Reguengos de Monsaraz,  25 de Abril de 1849 - ?), com geração.
José Perdigão de Sousa Carvalho 2.º Conde da Ervideira, Presidente da Câmara Municipal de Arraiolos, grande proprietário rural e lavrador. Nasceu em Évora, na freguesia de Santo Antão, a 13 de Abril de 1887 e faleceu em Vendas Novas a 26 de Março de 1945. Casou em a 10 de Janeiro de 1918 com D. Maria Jacinta Félix de Mira.
José Mira de Sousa Carvalho 3.º Conde da Ervideira, grande proprietário rural e lavrador, Administrador da União Fabril do Azoto (Grupo CUF), Procurador da Câmara Corporativa, Diretor do Grémio da Lavoura de Évora e membro do conselho municipal de Évora. Nasceu em Arraiolos a 7 de Janeiro de 1919 e faleceu em Cascais a 28 de Dezembro de 2002. Casou em 22 de Agosto de 1953 com D. Maria Filomena Lourenço dos Santos ( Lisboa, 1921- Cascais, 2011).    